# US Army Rangers

Wapen van de US Army Ranger

De US Army Rangers – ook wel bekend als het 75e Ranger Regiment – zijn elite-infanteristen die voornamelijk bij speciale operaties worden ingezet. Zij vallen onder het commando van de United States Army Special Operations Command (USASOC). Het regiment is een flexibele, snel inzetbare, goed getrainde, lichte infanteriestrijdkracht met verschillende speciale kwaliteiten die het hun mogelijk maken ingezet te worden tegen een grote variëteit van conventionele en onconventionele doelen. Het hoofdkwartier bevindt zich in Fort Moore in de staat Georgia.
Het regiment specialiseert zich in para- en luchtlandingsaanvallen, directe-actieoperaties, verrassingsaanvallen, in- en exfiltratie, door de lucht, op land of ter zee en vliegvelden zeker stellen. Er staat altijd ten minste één bataljon klaar om overal ter wereld binnen 18 uur te opereren.

## De vroege historie van de Rangers

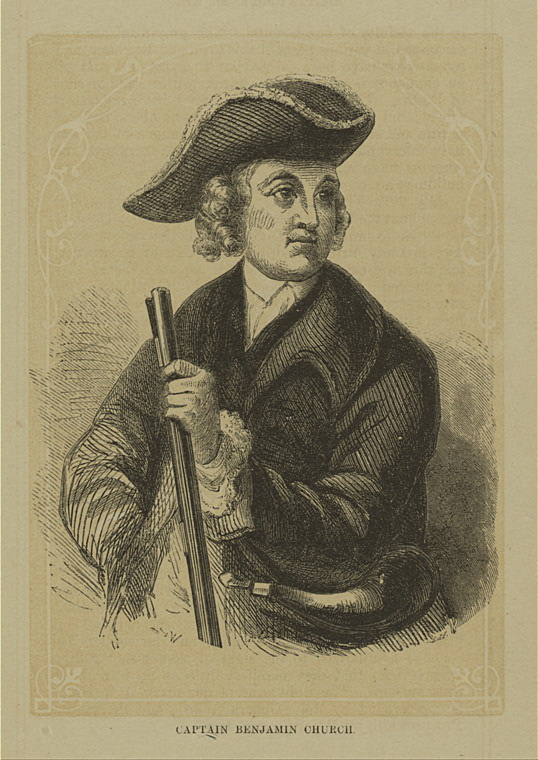
Benjamin Church

De oorsprong van de traditie van de Rangers in Noord-Amerika ligt in de zeventiende-eeuwse oorlogen tussen kolonisten en indiaanse stammen. In het originele concept waren de rangers militairen die voor de koloniale overheid in de buurt van de koloniale vestigingen verkenningen uitvoerden welke ervoor zorgden dat er een tijdige waarschuwing van invallen door indianen gegeven kon worden. In aanvallend opzicht waren zij verkenners en gidsen.
Later opperde kapitein Benjamin Church het idee, dat tot een unieke eenheid leidde welke uit zowel militairen als vriendschappelijke indianen werd samengesteld. De eenheid van Church was zo'n succes dat Churchs aantekeningen (gepubliceerd in 1716 door een van zijn zoons) het eerste Amerikaanse militaire handboek werd.

Embleem tijdens de Tweede Wereldoorlog
Huidig embleem